# Conde de Mansfeld

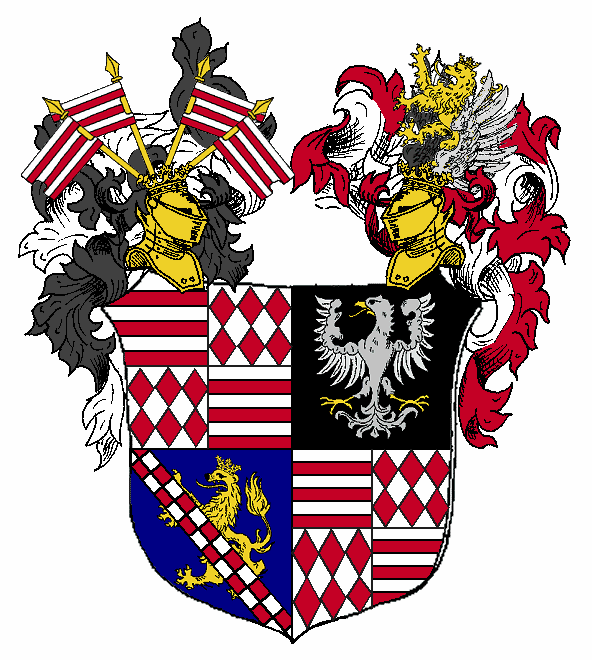
Armas del conde de Mansfeld a partir de 1481.

El conde de Mansfeld es un título perteneciente a una de las más antiguas casas nobles de Alemania. Sus dominios se encuentran en la parte septentrional de la región de Hassegau en el lado oriental de la sierra del Harz, en lo que se denomina Mansfelder Land. 
En 1780, el condado de Mansfeld fue anexionado, durante el reinado de Federico Guillermo I, al Reino de Prusia.

## Edificios del condado
- Palacio de Seeburg en Seeburg (Sajonia-Anhalt)
- Lutherstadt Eisleben
- Palacio de Mansfeld en Mansfeld
- Palacio de Dobříš en Dobříš (República Checa)
- Palacio de Rammelburg en Rammelburg
- Palacio de Heldrungen en Heldrungen
- Palacio de Allstedt en Allstedt
- Palacio La Fontaine en Luxemburgo